# Johan Rogestedt
Johan Rogestedt (Suecia, 27 de enero de 1993) es un atleta sueco especializado en la prueba de 800 m, en la que consiguió ser campeón mundial juvenil en 2009.

## Carrera deportiva
En el Campeonato Mundial Juvenil de Atletismo de 2009 ganó la medalla de oro en los 800 metros, con un tiempo de 1:50.92 segundos que fue su mejor marca personal, superando a los atletas kenianos Peter Langat Kiplangat y Nicholas Kiplangat Kipkoech.